# Бона, Адем
Адем Бона Окоро (тур. Adem Bona Okoro,  при рождении Икечукву Стэнли Окоро — англ. Ikechukwu Stanley Okoro; род. 28 марта 2003, Лагос, Лагос) — турецкий профессиональный баскетболист нигерийского происхождения клуба НБА «Филадельфия Севенти Сиксерс».

## Ранние годы
Адем Бона Окоро родился под именем Икечукву Стэнли Окоро в Лагосе и был самым младшим из пяти детей. Он рос, играя в футбол в качестве полузащитника, но перешёл в баскетбол из-за своего роста. Он часто играл в баскетбол с самодельными кольцами на полях, иногда без мяча. Окоро играл около года, когда видео с ним привлекло внимание турецкого тренера Тюркая Чакыроглу, который затем связался с тренером Невзатом Оздемиром. В возрасте 13 лет Бона переехал в Турцию, оставив свою семью, и начал свою карьеру в клубе «Стамбул». В феврале 2019 года он перешёл в «Каршияку» и продолжил играть на молодёжном уровне.
30 октября 2019 года Бона дебютировал на профессиональном уровне за «Пинар Каршияка», сыграв одну минуту в победном матче Кубка Европы против «Донара» (77:57). 16 ноября он дебютировал в Баскетбольной Суперлиге, набрав два очка в победной игре против «Галатасарая» (84:55).

## Карьера в средней школе
18 сентября 2020 года было объявлено, что Бона продолжит свою карьеру в средней школе Пролифик Преп в Напе, штат Калифорния.
Бона был единогласно признанным пятизвездочным рекрутом и одним из лучших игроков в классе 2022 года, по данным крупных рекрутинговых служб. 1 ноября 2021 года он выбрал играть в за УКЛА, отклонив предложение от «Кентукки».

## Карьера в колледже
Будучи первокурсником Калифорнийского университета в Лос-Анджелесе в сезоне 2022/2023, Бона улучшил свои показатели после месяца фолов и пропущенных передач. 2 января 2023 года он был назван новичком недели конференции Pac-12 после того, как забросил решающий бросок в победной игре против «Вашингтон Стейт», за которым последовали рекордные 18 очков и 3 блок-шота в победном матче против «Вашингтона». Он выиграл подряд награду новичка недели, сделав 10 подборов и 2 блок-шота в победной игре против УСК. 2 марта Бона набрал рекордные в своей карьере 11 подборов в игре против «Аризона Стейт». На турнире Pac-12 2023 года он травмировал левое плечо в полуфинальном матче против «Орегона». Он пропустил финал против «Аризоны», которая победила УКЛА в игре за титул.
«Брюинз» были посеяны вторыми в турнире NCAA 2023 года. Бона был допущен к возвращению в их первом матче, но он не играл в победной игре против 15-го номера посева «УСК Ашвилл» (86:53). Он вернулся в следующей игре против «Нортвестерна», но снова повредил плечо во время игры в конце игры. Он отсутствовал две минуты, прежде чем вернулся, чтобы сделать ключевой блок в последние минуты, и помог обеспечить победу со счетом 68:63. Он снова был отстранён от участия в следующей игре против «Гонзаги», которую УКЛА проиграла со счётом 76:79. За сезон Бона начал 32 игры и набирал в среднем 7,7 очков и 5,3 подбора за 22,9 минуты за игру, и лидировал в «Брюинз» с 57 блоками. Он реализовал 67,5% своих бросков со штрафной, что поставило его на второе место в конференции Pac-12. Он был включён в сборную оборонительных игроков конференции Pac-12, сборную новичков конференции Pac-12 и был признан новичком года конференции Pac-12. После сезона он выставил свою кандидатуру на драфт НБА 2023 года, сохранив при этом право на поступление в колледж. После операции по устранению разрыва верхней губы в апреле, которая помешала ему заниматься индивидуальными тренировками перед драфтом, Бона снялся с драфта.
Восстанавливаясь после травмы, Бона добавил к своей игре в нападении. Он не играл в туре «Брюинз» по Испании. В их первом матче в сезоне 2023/2024 он набрал 28 очков и 4 блока в победной игре против «Сент-Фрэнсиса» (75:44). Бона был включен в первую сборную конференции Pac-12 и признан лучшим защитником года конференции Pac-12, став вторым подряд игроком «Брюинз», получившим эту награду после Джейлена Кларка в 2023 году. Он набирал в среднем 12,4 очка, 5,9 подбора и 1,8 блока за игру, но продолжал попадать в неприятности с фолами. После сезона Бона объявил, что покидает Калифорнийский университет в Лос-Анджелесе и выставляет свою кандидатуру на драфт НБА. За карьеру он сделал 115 блок-шотов, что является шестым показателем в истории «Брюинз».

## Профессиональная карьера

### «Филадельфия Севенти Сиксерс»/«Делавэр Блю Коатс» (2024—н.в.)
21 июля 2024 года Бона был выбран командой «Филадельфия Севенти Сиксерс» во втором раунде драфта НБА 2024 года под общим 41-м номером. Он дебютировал в НБА 23 октября 2024 года в проигрышном матче против «Милуоки Бакс» (109:124). На протяжении своего сезона новичка Бона несколько раз привлекался в фарм-кдуб «Делавэр Блю Коатс».

## Карьера за сборную
На юношеском чемпионате Европы 2019 года в Удине Бона в среднем набирал 14,1 очков, 10,3 подборов и 4 блока за игру, что помогло Турции занять пятое место. На турнире он занял второе место по подборам и блокам и был включён в лучшую пятёрку игроков.

## Личная жизнь
В апреле 2018 года Окоро стал гражданином Турции и официально сменил имя на Адем Бона. Он назвал себя в честь Адама в исламе.

## Статистика

### Статистика в НБА
| Сезон                                                                                    | Команда     | Регулярный сезон | Регулярный сезон | Регулярный сезон | Регулярный сезон | Регулярный сезон | Регулярный сезон | Регулярный сезон | Регулярный сезон | Регулярный сезон | Регулярный сезон | Регулярный сезон | Серия плей-офф | Серия плей-офф | Серия плей-офф | Серия плей-офф | Серия плей-офф | Серия плей-офф | Серия плей-офф | Серия плей-офф | Серия плей-офф | Серия плей-офф | Серия плей-офф |
| Сезон                                                                                    | Команда     | GP               | GS               | MPG              | FG%              | 3P%              | FT%              | RPG              | APG              | SPG              | BPG              | PPG              | GP             | GS             | MPG            | FG%            | 3P%            | FT%            | RPG            | APG            | SPG            | BPG            | PPG            |
| ---------------------------------------------------------------------------------------- | ----------- | ---------------- | ---------------- | ---------------- | ---------------- | ---------------- | ---------------- | ---------------- | ---------------- | ---------------- | ---------------- | ---------------- | -------------- | -------------- | -------------- | -------------- | -------------- | -------------- | -------------- | -------------- | -------------- | -------------- | -------------- |
| 2024/25                                                                                  | Филадельфия | 58               | 11               | 15,6             | 70,3             | 0,0              | 67,0             | 4,2              | 0,5              | 0,4              | 1,2              | 5,8              | Не участвовал  | Не участвовал  | Не участвовал  | Не участвовал  | Не участвовал  | Не участвовал  | Не участвовал  | Не участвовал  | Не участвовал  | Не участвовал  | Не участвовал  |
|                                                                                          | Всего       | 58               | 11               | 15,6             | 70,3             | 0,0              | 67,0             | 4,2              | 0,5              | 0,4              | 1,2              | 5,8              | Не участвовал  | Не участвовал  | Не участвовал  | Не участвовал  | Не участвовал  | Не участвовал  | Не участвовал  | Не участвовал  | Не участвовал  | Не участвовал  | Не участвовал  |
| Наведите курсор мыши на аббревиатуры в заголовке таблицы, чтобы прочесть их расшифровку. |             |                  |                  |                  |                  |                  |                  |                  |                  |                  |                  |                  |                |                |                |                |                |                |                |                |                |                |                |

### Статистика в Джи-Лиге
| Сезон                                                                                    | Команда           | Регулярный сезон | Регулярный сезон | Регулярный сезон | Регулярный сезон | Регулярный сезон | Регулярный сезон | Регулярный сезон | Регулярный сезон | Регулярный сезон | Регулярный сезон | Регулярный сезон | Серия плей-офф | Серия плей-офф | Серия плей-офф | Серия плей-офф | Серия плей-офф | Серия плей-офф | Серия плей-офф | Серия плей-офф | Серия плей-офф | Серия плей-офф | Серия плей-офф |
| Сезон                                                                                    | Команда           | GP               | GS               | MPG              | FG%              | 3P%              | FT%              | RPG              | APG              | SPG              | BPG              | PPG              | GP             | GS             | MPG            | FG%            | 3P%            | FT%            | RPG            | APG            | SPG            | BPG            | PPG            |
| ---------------------------------------------------------------------------------------- | ----------------- | ---------------- | ---------------- | ---------------- | ---------------- | ---------------- | ---------------- | ---------------- | ---------------- | ---------------- | ---------------- | ---------------- | -------------- | -------------- | -------------- | -------------- | -------------- | -------------- | -------------- | -------------- | -------------- | -------------- | -------------- |
| 2024/25                                                                                  | Делавэр Блю Коатс | 2                | 2                | 29,3             | 75,0             | 0,0              | 66,7             | 8,0              | 3,0              | 2,5              | 2,0              | 15,5             | Не участвовал  | Не участвовал  | Не участвовал  | Не участвовал  | Не участвовал  | Не участвовал  | Не участвовал  | Не участвовал  | Не участвовал  | Не участвовал  | Не участвовал  |
|                                                                                          | Всего             | 2                | 2                | 29,3             | 75,0             | 0,0              | 66,7             | 8,0              | 3,0              | 2,5              | 2,0              | 15,5             | Не участвовал  | Не участвовал  | Не участвовал  | Не участвовал  | Не участвовал  | Не участвовал  | Не участвовал  | Не участвовал  | Не участвовал  | Не участвовал  | Не участвовал  |
| Наведите курсор мыши на аббревиатуры в заголовке таблицы, чтобы прочесть их расшифровку. |                   |                  |                  |                  |                  |                  |                  |                  |                  |                  |                  |                  |                |                |                |                |                |                |                |                |                |                |                |

### Статистика в NCAA
| Сезон | Команда | Conf   | Class | GP | GS | MPG  | FG%  | 3P% | FT%  | RPG | APG | SPG | BPG | PPG  |
| --- | ------- | ------ | ----- | -- | -- | ---- | ---- | --- | ---- | --- | --- | --- | --- | ---- |
| 2022/23 | УКЛА    | Pac-12 | FR    | 33 | 32 | 22,9 | 67,5 | -   | 57,3 | 5,3 | 0,7 | 0,6 | 1,7 | 7,7  |
| 2023/24 | УКЛА    | Pac-12 | SO    | 33 | 33 | 26,5 | 58,8 | 0,0 | 69,6 | 5,9 | 1,2 | 1,1 | 1,8 | 12,4 |
| Всего | Всего   | Всего  | Всего | 66 | 65 | 24,7 | 62,1 | 0,0 | 65,2 | 5,6 | 1,0 | 0,8 | 1,7 | 10,1 |
| Наведите курсор мыши на аббревиатуры в заголовке таблицы, чтобы прочесть их расшифровку Статистика приведена с сайта sports-reference.com |         |        |       |    |    |      |      |     |      |     |     |     |     |      |

### Статистика в других лигах
| Сезон | Команда   | Лига              | GP | GS | MPG | FG%   | 3P% | FT%   | RPG | APG | SPG | BPG | PFL | TOV | PPG |
| --- | --------- | ----------------- | -- | -- | --- | ----- | --- | ----- | --- | --- | --- | --- | --- | --- | --- |
| 2019/20 | Все клубы | Все лиги          | 8  | 0  | 3,7 | 50,0  | -   | 100,0 | 0,5 | 0,0 | 0,1 | 0,0 | 1,6 | 0,5 | 0,8 |
| 2019/20 | Каршияка  | Кубок Европы ФИБА | 4  | 0  | 2,4 | 0,0   | -   | 100,0 | 0,3 | 0,0 | 0,0 | 0,0 | 1,5 | 0,5 | 0,5 |
| 2019/20 | Каршияка  | Чемпионат Турции  | 4  | 0  | 5,0 | 100,0 | -   | -     | 0,8 | 0,0 | 0,3 | 0,0 | 1,8 | 0,5 | 1,0 |
| Всего | Всего     | Всего             | 8  | 0  | 3,7 | 50,0  | -   | 100,0 | 0,5 | 0,0 | 0,1 | 0,0 | 1,6 | 0,5 | 0,8 |
| Наведите курсор мыши на аббревиатуры в заголовке таблицы, чтобы прочесть их расшифровку Статистика приведена с сайта basketball.realgm.com |           |                   |    |    |     |       |     |       |     |     |     |     |     |     |     |